# Assal al-Ward
Assal al-Ward (arab. عسال الورد) – miasto w Syrii, w muhafazie Damaszek. W 2004 roku liczyło 5812 mieszkańców.